# Nemi (langue)
Pour les articles homonymes, voir Nemi.
Le nemi est une langue kanak, parlée par 320 locuteurs (2000) au nord de la Nouvelle-Calédonie. Comme toutes les langues de ce territoire, le nemi est classé dans la branche océanienne des langues austronésiennes.
À l'instar du pije, du fwâi et du jawe, il est parlé sur la commune de Hienghène.
Le nemi figure dans le dictionnaire comparatif des langues de Hienghène, écrit par André-Georges Haudricourt et Françoise Ozanne-Rivierre en 1982.